# Cynghanedd
Cynghanedd (vyslovováno [kəŋ̊'haneð], doslova harmonie) je tradiční velšský prozodický systém, v němž je uspořádání verše řízeno složitým a velmi přísným systémem souhláskových shod, cézur a rýmů. Ve velšské poezii je používáno dvacet čtyři složitých básnických forem, užívajících cynghanedd. Cynghanedd je velmi starý systém, je však užíván dodnes. Mimo velštinu není užíván především proto, že je to téměř nemožné.

## Typy cynghanedd

### Cynghanedd Gytsain
Cynghanedd Gytsain je založen na souhláskové shodě. Je téměř nemožné ho užít mimo velštinu. Tato forma má dva běžně používané typy:
- Cynghanedd Groes – Verš je rozdělen na dva půlverše cézurou. V druhé polovině verše se opakují stejné souhlásky, jako v první, a ve stejném pořadí, jsou však mezi nimi jiné samohlásky. Příkladem může být verš z básně Cywydd y Cedor básnířky Gwerful Mechain:

clawdd i ddal / cal ddwy ddwylaw (opakující se souhlásky jsou značeny tučně, cézura je značena lomítkem).
- Cynghanedd Draws – Znamená v podstatě totéž, jen na začátku druhého půlverše je možno vynechat jednu nebo dvě souhlásky.

### Cynghanedd Sain
Tato forma je založena na koncovém rýmu a souhláskové shodě. Každý verš je dvěma cézurami rozdělen na tři části, první a druhá část se rýmují. Druhá a třetí část jsou spojeny souhláskovou shodou (shoduje se většinou ale jen poslední souhláska před přízvučnou slabikou, někdy ale i všechny souhlásky ve verši).

### Cynghanedd Lusg
Cynghanedd Lusg je založen pouze na rýmu, nikoli na souhláskové shodě jako ostatní formy. Tento rým ale není koncový, jak je obvyklé v češtině, ale vnitřní, tj. že se může rýmovat i jiná než poslední slabika slova. Každý verš je tu rozdělen na dva půlverše. Poslední slovo každého půlverše musí být víceslabičné (což ve velštině automaticky znamená přízvuk na předposlední slabice). Poslední slabika prvního půlverše se rýmuje s předposlední slabikou druhého.